# Diaphorus modestus
Diaphorus modestus är en tvåvingeart som beskrevs av Octave Parent 1931. Diaphorus modestus ingår i släktet Diaphorus och familjen styltflugor.
Artens utbredningsområde är Nigeria. Inga underarter finns listade i Catalogue of Life.